# Abd'Allah
Abd'Allah est un vaudeville en deux actes et en prose, avec couplets en vers, écrit par Jules Verne en 1849. La pièce n'a jamais été représentée.

## Manuscrit
Le manuscrit de la pièce est conservé à la bibliothèque municipale de Nantes dans le fonds Jules-Verne (cotes BM-MJV B 46 et B 47). Il s'agit de deux groupes de feuillets grand format (31 x 20 cm) représentant séparément chaque acte. La page de titre où figure la signature de l'auteur n'est foliotée pour aucun des deux actes. Le manuscrit comporte une écriture petite et soignée démontrant qu'il s'agit d'une mise au net mais il compte aussi de nombreuses corrections dont la plupart ne sont pas de la main de Jules Verne. Il existe aussi, conservé à la Bibliothèque de Nantes, un scénario de l'acte premier de la pièce. 

## Argument
« Sous Louis XVI, une ambassade marocaine est reçue à Versailles. La duchesse, qui s'ennuie, imagine de séduire, par jeu, un des dignitaires de cette ambassade, le seigneur Abd'Allah ; son adversaire, la baronne, tente de lui disputer cette conquête, puis se rabat faute de mieux sur Djelali, compagnon et confident d'Abd'Allah, tout en essayant de compromettre définitivement sa rivale. Tout cela se termine dans un bosquet, mais la leçon est pour les femmes : la duchesse, qui s'est laissé prendre au jeu, n'est sauvée in extremis que par l'intervention de son prétendant, le chevalier ; la baronne en est pour sa méchanceté et « sort furieuse » avant le chœur final ; la vraie victime, c'est Abd'Allah, que la beauté de la duchesse avait enivré et qui s'en retourne tout à fait désabusé sur la duplicité des chrétiennes ».

## Personnages
- La Duchesse
- Dorine, sa servante
- Le Chevalier de Laures, son prétendant
- La Baronne de Marville, rivale de la Duchesse auprès du Chevalier
- L'Abbé, rimeur de cour
- Abd'Allah, pacha de Tafilet
- Djelali, son ami
- Taher Fenish, chef de l'ambassade marocaine
- Laquais, Arabes, seigneurs et dames.

## Écriture de l'œuvre
Certains critiques pensent qu'il y eut une collaboration avec George Schwob, du fait que le manuscrit comporte quelques corrections. Mais il s'agit peut-être d'une confusion avec un ami de Jules Verne, le librettiste Jules Lorin. 
La pièce connut tout d'abord un Argument, qui se limite d'ailleurs au premier acte, alors que la totalité du texte de la pièce est de la main de Verne. Le document nous renseigne sur la façon dont le dramaturge travaillait et sur la façon dont il envisageait de faire appel à des intermèdes musicaux.
Abd'Allah est désigné comme vaudeville, ce qui correspond à sa forme globale : texte courant en prose dialoguée et quelques airs versifiés. Toutefois, il pourrait se ranger également dans la catégorie des proverbes dramatiques, genre que le jeune Verne a pratiqué plus ou moins.
Jules Verne semble avoir hésité sur le caractère exact à donner à sa pièce. Il n'en a pas réellement exploité les ressources historiques et a mis l'accent sur la comédie. Mais, tantôt le ton frôle Marivaux ou d'autres, tantôt c'est presque de la farce, notamment quand Djelali est poursuivi par la baronne nymphomane et probablement obèse (elle est qualifiée d'« épaisse chrétienne »…). Ce mélange des tons n'est pas rare dans le théâtre de Jules Verne, et l'on peut y voir une trace des préceptes hugoliens, comme de l'esprit des proverbes d'Alfred de Musset.

## Publication
- Jules Verne, Théâtre inédit, Le Cherche-Midi, 2005, p. 402-439.